# Élections départementales de 2021 en Indre-et-Loire
Les élections départementales en Indre-et-Loire ont lieu les 20 et 27 juin 2021.

## Contexte départemental

### Assemblée départementale sortante
Avant les élections, le conseil départemental d'Indre-et-Loire est présidé par Jean-Gérard Paumier (LR).
Il comprend 38 conseillers départementaux issus des 19 cantons d'Indre-et-Loire.
| Président du conseil départemental   |       |       |      |                                 |
| Jean-Gérard Paumier (LR)             |       |       |      |                                 |
| Parti                                | Sigle | Sigle | Élus | Groupes                         |
| Majorité (30 sièges)                 |       |       |      |                                 |
| Les Républicains                     |       | LR    | 20   | Un nouveau cap pour la Touraine |
| Union des démocrates et indépendants |       | UDI   | 6    | Un nouveau cap pour la Touraine |
| Divers droite                        |       | DVD   | 4    | Un nouveau cap pour la Touraine |
| Opposition (8 sièges)                |       |       |      |                                 |
| Parti socialiste                     |       | PS    | 3    | Touraine au cœur                |
| Divers gauche                        |       | DVG   | 1    | Touraine au cœur                |
| Divers gauche                        |       | DVG   | 4    | Touraine solidaire              |

## Système électoral
Les élections ont lieu au scrutin majoritaire binominal à deux tours. Le système est paritaire : les candidatures sont présentées sous la forme d'un binôme composé d'une femme et d'un homme avec leurs suppléants (une femme et un homme également).
Pour être élu au premier tour, un binôme doit obtenir la majorité absolue des suffrages exprimés et un nombre de suffrages au moins égal à 25 % des électeurs inscrits. Si aucun binôme n'est élu au premier tour, seuls peuvent se présenter au second tour les binômes qui ont obtenu un nombre de suffrages au moins égal à 12,5 % des électeurs inscrits, sans possibilité pour les binômes de fusionner. Est élu au second tour le binôme qui obtient le plus grand nombre de voix.

## Résultats à l'échelle du département

### Résultats par nuances du ministère de l'Intérieur
Les nuances utilisées par le ministère de l'Intérieur ne tiennent pas compte des alliances locales.
| Binômes                  | Binômes                             | Binômes                  | Premier tour | Premier tour | Premier tour | Second tour | Second tour | Second tour | Total | +/-           |  |
| Binômes                  | Binômes                             | Binômes                  | Voix         | %            | Sièges       | Voix        | %           | Sièges      | Total | +/-           |  |
| ------------------------ | ----------------------------------- | ------------------------ | ------------ | ------------ | ------------ | ----------- | ----------- | ----------- | ----- | ------------- |  |
|                          | Divers droite                       | DVD                      | 22 794       | 17,97        | 0            | 26 816      | 21,23       | 8           | 8     | 8             |  |
|                          | Rassemblement national              | RN                       | 18 312       | 14,43        | 0            | 2 730       | 2,16        | 0           | 0     | en stagnation |  |
|                          | Union au centre et à droite         | UCD                      | 16 323       | 12,87        | 0            | 18 978      | 15,02       | 6           | 6     | Nv.           |  |
|                          | Divers gauche                       | DVG                      | 13 161       | 10,37        | 0            | 14 851      | 11,76       | 6           | 6     | 6             |  |
|                          | Union à gauche avec des écologistes | UGE                      | 13 048       | 10,29        | 0            | 12 870      | 10,19       | 2           | 2     | Nv.           |  |
|                          | Union à gauche                      | UG                       | 11 437       | 9,02         | 0            | 14 131      | 11,19       | 0           | 0     | en stagnation |  |
|                          | Les Républicains                    | LR                       | 9 895        | 7,80         | 0            | 12 286      | 9,73        | 6           | 6     | Nv.           |  |
|                          | Union à droite                      | UD                       | 8 653        | 6,82         | 0            | 11 399      | 9,02        | 6           | 6     | 24            |  |
|                          | Écologistes                         | ECO                      | 5 341        | 4,21         | 0            | 3 251       | 2,57        | 2           | 2     | 2             |  |
|                          | Parti socialiste                    | SOC                      | 3 215        | 2,53         | 0            | 4 625       | 3,66        | 2           | 2     | 6             |  |
|                          | Divers centre                       | DVC                      | 2 170        | 1,71         | 0            | 2 453       | 1,94        | 0           | 0     | Nv.           |  |
|                          | La République en marche             | REM                      | 2 022        | 1,59         | 0            | 1 944       | 1,54        | 0           | 0     | Nv.           |  |
|                          | Extrême-gauche                      | EXG                      | 490          | 0,39         | 0            |             |             |             | 0     | en stagnation |  |
|                          |                                     |                          |              |              |              |             |             |             |       |               |  |
| Suffrages exprimés       | Suffrages exprimés                  | Suffrages exprimés       | 126 861      | 95,00        |              | 126 334     | 93,26       |             |       |               |  |
| Votes blancs             | Votes blancs                        | Votes blancs             | 4 254        | 3,19         | 5 991        | 4,42        |             |             |       |               |  |
| Votes nuls               | Votes nuls                          | Votes nuls               | 2 418        | 1,81         | 3 142        | 2,32        |             |             |       |               |  |
| Total                    | Total                               | Total                    | 133 533      | 100          | 0            | 135 467     | 100         | 38          | 38    | en stagnation |  |
| Abstentions              | Abstentions                         | Abstentions              | 298 856      | 69,12        |              | 296 982     | 68,67       |             |       |               |  |
| Inscrits / participation | Inscrits / participation            | Inscrits / participation | 432 389      | 30,88        | 432 449      | 31,33       |             |             |       |               |  |

### Assemblée départementale élue
| Président du conseil départemental   |       |       |      |                         |
| Jean-Gérard Paumier (LR)             |       |       |      |                         |
| Parti                                | Sigle | Sigle | Élus | Groupes                 |
| Majorité (26 sièges)                 |       |       |      |                         |
| Les Républicains                     |       | LR    | 18   | La force de l'action    |
| Divers droite                        |       | DVD   | 5    | La force de l'action    |
| Union des démocrates et indépendants |       | UDI   | 2    | La force de l'action    |
| Divers centre                        |       | DVC   | 1    | La force de l'action    |
| Opposition (12 sièges)               |       |       |      |                         |
| Divers gauche                        |       | DVG   | 6    | Touraine solidaire      |
| Parti socialiste                     |       | PS    | 3    | Touraine solidaire      |
| Europe Écologie Les Verts            |       | EÉLV  | 2    | Écologistes et citoyens |
| Écologie politique                   |       | ÉCO   | 1    | Écologistes et citoyens |

### Élus par canton
La droite conserve sa majorité en cédant les cantons de Ballan-Miré et de Tours-4 à la gauche et aux écologistes. Ces derniers font leur entrée dans l'assemblée départementale.
| Canton                   | Conseiller Sortant        | Parti | Parti | Conseiller élu          | Parti | Parti |
| ------------------------ | ------------------------- | ----- | ----- | ----------------------- | ----- | ----- |
| Amboise                  | Rémi Leveau               |       | LREM  | Rémi Leveau             |       | LREM  |
| Amboise                  | Laurence Cornier-Goehring |       | DVG   | Anne Truet              |       | DVG   |
| Ballan-Miré              | Alexandre Chas            |       | LR    | Wilfried Schwartz       |       | DVG   |
| Ballan-Miré              | Nathalie Touret           |       | LR    | Solenne Marchand        |       | DVG   |
| Bléré                    | Jocelyne Cochin           |       | LR    | Jocelyne Cochin         |       | LR    |
| Bléré                    | Vincent Louault           |       | LR    | Vincent Louault         |       | LR    |
| Château-Renault          | Brigitte Dupuis           |       | LR    | Brigitte Dupuis         |       | LR    |
| Château-Renault          | Alain Anceau              |       | UDI   | Jean-Pierre Gaschet     |       | UDI   |
| Chinon                   | Éric Loizon               |       | LR    | Franck Chartier         |       | DVD   |
| Chinon                   | Isabelle Raimond-Pavero   |       | LR    | Isabelle Raimond-Pavero |       | LR    |
| Descartes                | Gérard Dubois             |       | DVD   | Gérard Dubois           |       | DVD   |
| Descartes                | Geneviève Galland         |       | DVD   | Geneviève Galland       |       | DVD   |
| Joué-lès-Tours           | Judicaël Osmond           |       | LR    | Judicaël Osmond         |       | LR    |
| Joué-lès-Tours           | Valérie Turot             |       | LR    | Valérie Turot           |       | LR    |
| Langeais                 | Jean-Marie Carles         |       | DVG   | Jean-Marie Carles       |       | DVG   |
| Langeais                 | Martine Chaigneau         |       | LREM  | Martine Chaigneau       |       | LREM  |
| Loches                   | Valérie Gervès            |       | LR    | Valérie Gervès          |       | LR    |
| Loches                   | Pierre Louault            |       | UDI   | Henri Alfandari         |       | LR    |
| Montlouis-sur-Loire      | Patrick Bourdy            |       | PS    | Agnès Monmarché-Voisine |       | PS    |
| Montlouis-sur-Loire      | Agnès Monmarché-Voisine   |       | PS    | Laurent Thieux          |       | PS    |
| Monts                    | Sylvie Giner              |       | LR    | Sylvie Giner            |       | LR    |
| Monts                    | Patrick Michaud           |       | UDI   | Patrick Michaud         |       | UDI   |
| Saint-Cyr-sur-Loire      | Fabrice Boigard           |       | LR    | Cédric De Oliveira      |       | LR    |
| Saint-Cyr-sur-Loire      | Dominique Sardou          |       | LR    | Valérie Jabot           |       | LR    |
| Sainte-Maure-de-Touraine | Nadège Arnault            |       | DVD   | Nadège Arnault          |       | DVD   |
| Sainte-Maure-de-Touraine | Étienne Martegoutte       |       | LR    | Étienne Martegoutte     |       | LR    |
| Saint-Pierre-des-Corps   | Mounia Haddad             |       | LREM  | Éloïse Drapeau          |       | DVD   |
| Saint-Pierre-des-Corps   | Jean-Gérard Paumier       |       | LR    | Jean-Gérard Paumier     |       | LR    |
| Tours-1                  | Cécile Chevillard         |       | LR    | Cécile Chevillard       |       | LR    |
| Tours-1                  | Xavier Dateu              |       | UDI   | Brice Droineau          |       | LR    |
| Tours-2                  | Dominique Lemoine         |       | DVG   | François Lafourcade     |       | EÉLV  |
| Tours-2                  | Florence Zulian           |       | PS    | Ursula Vogt             |       | GÉ    |
| Tours-3                  | Barbara Darnet-Malaquin   |       | LR    | Barbara Darnet-Malaquin |       | LR    |
| Tours-3                  | Olivier Lebreton          |       | LR    | Olivier Lebreton        |       | LR    |
| Tours-4                  | Céline Ballesteros        |       | LR    | Sabrina Hamadi          |       | EÉLV  |
| Tours-4                  | Thomas Gelfi              |       | UDI   | Franck Gagnaire         |       | PS    |
| Vouvray                  | Patrick Delétang          |       | LR    | Bruno Fenet             |       | LR    |
| Vouvray                  | Pascale Devallée          |       | LR    | Pascale Devallée        |       | LR    |

## Résultats par canton
Les binômes sont présentés par ordre décroissant des résultats au premier tour. En cas de victoire au second tour du binôme arrivé en deuxième place au premier, ses résultats sont indiqués en gras.

### Canton d'Amboise
| Candidats                | Candidats                | Partis                   | Nuance                   | Premier tour | Premier tour | Second tour | Second tour |
| Candidats                | Candidats                | Partis                   | Nuance                   | Voix         | %            | Voix        | %           |
| ------------------------ | ------------------------ | ------------------------ | ------------------------ | ------------ | ------------ | ----------- | ----------- |
|                          | Rémi Leveau              | DVG                      | DVG                      | 1 986        | 30,72        | 3 380       | 53,42       |
|                          | Anne Truet               | DVG                      | DVG                      | 1 986        | 30,72        | 3 380       | 53,42       |
|                          | Marie Arnoult            | DVD                      | DVD                      | 1 881        | 29,10        | 2 947       | 46,58       |
|                          | Jocelyn Garconnet        | DVD                      | DVD                      | 1 881        | 29,10        | 2 947       | 46,58       |
|                          | Corine Fougeron          | RN                       | RN                       | 1 340        | 20,73        |             |             |
|                          | Denis Lefebvre           | RN                       | RN                       | 1 340        | 20,73        |             |             |
|                          | Lionel Chisson           | ÉCO                      | ECO                      | 1 258        | 19,46        |             |             |
|                          | Aurore Thélie            | ÉCO                      | ECO                      | 1 258        | 19,46        |             |             |
|                          |                          |                          |                          |              |              |             |             |
| Suffrages exprimés       | Suffrages exprimés       | Suffrages exprimés       | Suffrages exprimés       | 6 465        | 96,36        | 6 327       | 92,02       |
| Votes blancs             | Votes blancs             | Votes blancs             | Votes blancs             | 126          | 1,88         | 342         | 4,97        |
| Votes nuls               | Votes nuls               | Votes nuls               | Votes nuls               | 118          | 1,76         | 207         | 3,01        |
| Total                    | Total                    | Total                    | Total                    | 6 709        | 100          | 6 876       | 100         |
| Abstention               | Abstention               | Abstention               | Abstention               | 14 128       | 67,80        | 13 964      | 67,01       |
| Inscrits / participation | Inscrits / participation | Inscrits / participation | Inscrits / participation | 20 837       | 32,20        | 20 840      | 32,99       |

### Canton de Ballan-Miré
| Candidats                | Candidats                | Partis                   | Nuance                   | Premier tour | Premier tour | Second tour | Second tour |
| Candidats                | Candidats                | Partis                   | Nuance                   | Voix         | %            | Voix        | %           |
| ------------------------ | ------------------------ | ------------------------ | ------------------------ | ------------ | ------------ | ----------- | ----------- |
|                          | Solenne Marchand         | DVG                      | DVG                      | 3 333        | 58,71        | 2 990       | 54,93       |
|                          | Wilfried Schwartz        | DVG                      | DVG                      | 3 333        | 58,71        | 2 990       | 54,93       |
|                          | Sébastien Clément        | LREM                     | DVC                      | 1 543        | 27,18        | 2 453       | 45,07       |
|                          | Marine Peinoche          | DVC                      | DVC                      | 1 543        | 27,18        | 2 453       | 45,07       |
|                          | Laurent Hérin            | RN                       | RN                       | 801          | 14,11        |             |             |
|                          | Carole Perret            | RN                       | RN                       | 801          | 14,11        |             |             |
|                          |                          |                          |                          |              |              |             |             |
| Suffrages exprimés       | Suffrages exprimés       | Suffrages exprimés       | Suffrages exprimés       | 5 677        | 94,52        | 5 443       | 91,26       |
| Votes blancs             | Votes blancs             | Votes blancs             | Votes blancs             | 221          | 3,68         | 311         | 5,21        |
| Votes nuls               | Votes nuls               | Votes nuls               | Votes nuls               | 108          | 1,80         | 210         | 3,52        |
| Total                    | Total                    | Total                    | Total                    | 6 006        | 100          | 5 964       | 100         |
| Abstention               | Abstention               | Abstention               | Abstention               | 12 372       | 67,32        | 12 364      | 67,46       |
| Inscrits / participation | Inscrits / participation | Inscrits / participation | Inscrits / participation | 18 378       | 32,68        | 18 328      | 32,54       |

### Canton de Bléré
| Candidats                | Candidats                | Partis                   | Nuance                   | Premier tour | Premier tour | Second tour | Second tour |
| Candidats                | Candidats                | Partis                   | Nuance                   | Voix         | %            | Voix        | %           |
| ------------------------ | ------------------------ | ------------------------ | ------------------------ | ------------ | ------------ | ----------- | ----------- |
|                          | Jocelyne Cochin          | LR                       | DVD                      | 4 176        | 73,53        | 4 327       | 74,35       |
|                          | Vincent Louault          | LR                       | DVD                      | 4 176        | 73,53        | 4 327       | 74,35       |
|                          | Philippe Barbier         | RN                       | RN                       | 1 503        | 26,47        | 1 493       | 25,65       |
|                          | Marie Cosneau            | RN                       | RN                       | 1 503        | 26,47        | 1 493       | 25,65       |
|                          |                          |                          |                          |              |              |             |             |
| Suffrages exprimés       | Suffrages exprimés       | Suffrages exprimés       | Suffrages exprimés       | 5 679        | 88,32        | 5 820       | 90,11       |
| Votes blancs             | Votes blancs             | Votes blancs             | Votes blancs             | 567          | 8,82         | 489         | 7,57        |
| Votes nuls               | Votes nuls               | Votes nuls               | Votes nuls               | 184          | 2,86         | 150         | 2,32        |
| Total                    | Total                    | Total                    | Total                    | 6 430        | 100          | 6 459       | 100         |
| Abstention               | Abstention               | Abstention               | Abstention               | 13 868       | 68,32        | 13 841      | 68,18       |
| Inscrits / participation | Inscrits / participation | Inscrits / participation | Inscrits / participation | 20 298       | 31,68        | 20 300      | 31,82       |

### Canton de Château-Renault
| Candidats                | Candidats                | Partis                   | Nuance                   | Premier tour | Premier tour | Second tour | Second tour |
| Candidats                | Candidats                | Partis                   | Nuance                   | Voix         | %            | Voix        | %           |
| ------------------------ | ------------------------ | ------------------------ | ------------------------ | ------------ | ------------ | ----------- | ----------- |
|                          | Alain Anceau             | DVD                      | UCD                      | 4 286        | 52,00        | 5 314       | 66,54       |
|                          | Brigitte Dupuis          | LR                       | UCD                      | 4 286        | 52,00        | 5 314       | 66,54       |
|                          | Michèle Maarek           | DVG                      | UG                       | 2 266        | 27,49        | 2 672       | 33,46       |
|                          | Stéphane Morillon        | DVG                      | UG                       | 2 266        | 27,49        | 2 672       | 33,46       |
|                          | Marie Hérisson           | RN                       | RN                       | 1 691        | 20,51        |             |             |
|                          | Steven Taugourdeau       | RN                       | RN                       | 1 691        | 20,51        |             |             |
|                          |                          |                          |                          |              |              |             |             |
| Suffrages exprimés       | Suffrages exprimés       | Suffrages exprimés       | Suffrages exprimés       | 8 243        | 94,62        | 7 986       | 92,56       |
| Votes blancs             | Votes blancs             | Votes blancs             | Votes blancs             | 307          | 3,52         | 431         | 5,00        |
| Votes nuls               | Votes nuls               | Votes nuls               | Votes nuls               | 162          | 1,86         | 211         | 2,45        |
| Total                    | Total                    | Total                    | Total                    | 8 712        | 100          | 8 628       | 100         |
| Abstention               | Abstention               | Abstention               | Abstention               | 19 422       | 69,03        | 19 515      | 69,34       |
| Inscrits / participation | Inscrits / participation | Inscrits / participation | Inscrits / participation | 28 134       | 30,97        | 28 143      | 30,66       |

### Canton de Chinon
| Candidats                | Candidats                | Partis                   | Nuance                   | Premier tour | Premier tour | Second tour | Second tour |
| Candidats                | Candidats                | Partis                   | Nuance                   | Voix         | %            | Voix        | %           |
| ------------------------ | ------------------------ | ------------------------ | ------------------------ | ------------ | ------------ | ----------- | ----------- |
|                          | Franck Chartier          | DVD                      | DVD                      | 3 595        | 47,81        | 4 583       | 60,87       |
|                          | Isabelle Raimond-Pavero  | LR                       | DVD                      | 3 595        | 47,81        | 4 583       | 60,87       |
|                          | Louise Gachot            | DVG                      | UGE                      | 2 662        | 35,40        | 2 946       | 39,13       |
|                          | Maxime Nizou             | DVG                      | UGE                      | 2 662        | 35,40        | 2 946       | 39,13       |
|                          | Jean-François Bellanger  | RN                       | RN                       | 1 262        | 16,78        |             |             |
|                          | Valérie Foussard         | RN                       | RN                       | 1 262        | 16,78        |             |             |
|                          |                          |                          |                          |              |              |             |             |
| Suffrages exprimés       | Suffrages exprimés       | Suffrages exprimés       | Suffrages exprimés       | 7 519        | 95,41        | 7 529       | 93,35       |
| Votes blancs             | Votes blancs             | Votes blancs             | Votes blancs             | 227          | 2,88         | 349         | 4,33        |
| Votes nuls               | Votes nuls               | Votes nuls               | Votes nuls               | 135          | 1,71         | 187         | 2,32        |
| Total                    | Total                    | Total                    | Total                    | 7 881        | 100          | 8 065       | 100         |
| Abstention               | Abstention               | Abstention               | Abstention               | 19 002       | 70,68        | 18 821      | 70,00       |
| Inscrits / participation | Inscrits / participation | Inscrits / participation | Inscrits / participation | 26 883       | 29,32        | 26 886      | 30,00       |

### Canton de Descartes
| Candidats                | Candidats                | Partis                   | Nuance                   | Premier tour | Premier tour | Second tour | Second tour |
| Candidats                | Candidats                | Partis                   | Nuance                   | Voix         | %            | Voix        | %           |
| ------------------------ | ------------------------ | ------------------------ | ------------------------ | ------------ | ------------ | ----------- | ----------- |
|                          | Gérard Dubois            | DVD                      | DVD                      | 4 292        | 74,23        | 4 949       | 80,00       |
|                          | Geneviève Galland        | DVD                      | DVD                      | 4 292        | 74,23        | 4 949       | 80,00       |
|                          | Nadine Mercier           | RN                       | RN                       | 913          | 15,79        | 1 237       | 20,00       |
|                          | Dominique Rémond         | RN                       | RN                       | 913          | 15,79        | 1 237       | 20,00       |
|                          | Anne Floc'h              | VIA                      | DVD                      | 577          | 9,98         |             |             |
|                          | David Vial               | VIA                      | DVD                      | 577          | 9,98         |             |             |
|                          |                          |                          |                          |              |              |             |             |
| Suffrages exprimés       | Suffrages exprimés       | Suffrages exprimés       | Suffrages exprimés       | 5 782        | 91,07        | 6 186       | 92,09       |
| Votes blancs             | Votes blancs             | Votes blancs             | Votes blancs             | 371          | 5,84         | 350         | 5,21        |
| Votes nuls               | Votes nuls               | Votes nuls               | Votes nuls               | 196          | 3,09         | 181         | 2,69        |
| Total                    | Total                    | Total                    | Total                    | 6 349        | 100          | 6 717       | 100         |
| Abstention               | Abstention               | Abstention               | Abstention               | 12 496       | 66,31        | 12 141      | 64,38       |
| Inscrits / participation | Inscrits / participation | Inscrits / participation | Inscrits / participation | 18 845       | 33,69        | 18 858      | 35,62       |

### Canton de Joué-lès-Tours
| Candidats                | Candidats                | Partis                   | Nuance                   | Premier tour | Premier tour | Second tour | Second tour |
| Candidats                | Candidats                | Partis                   | Nuance                   | Voix         | %            | Voix        | %           |
| ------------------------ | ------------------------ | ------------------------ | ------------------------ | ------------ | ------------ | ----------- | ----------- |
|                          | Judicaël Osmond          | LR                       | UD                       | 3 466        | 49,39        | 4 482       | 63,03       |
|                          | Valérie Turot            | LR                       | UD                       | 3 466        | 49,39        | 4 482       | 63,03       |
|                          | Nadia Bureau             | DVG                      | UG                       | 2 033        | 28,97        | 2 629       | 36,97       |
|                          | Karim Chettab            | DVG                      | UG                       | 2 033        | 28,97        | 2 629       | 36,97       |
|                          | Marc Briaud              | RN                       | RN                       | 892          | 12,71        |             |             |
|                          | Pamela Fourreau          | RN                       | RN                       | 892          | 12,71        |             |             |
|                          | Martial Cabaret          | DVC                      | DVC                      | 627          | 8,93         |             |             |
|                          | Stéphanie Gherissi       | DVC                      | DVC                      | 627          | 8,93         |             |             |
|                          |                          |                          |                          |              |              |             |             |
| Suffrages exprimés       | Suffrages exprimés       | Suffrages exprimés       | Suffrages exprimés       | 7 018        | 96,39        | 7 111       | 94,70       |
| Votes blancs             | Votes blancs             | Votes blancs             | Votes blancs             | 168          | 2,31         | 273         | 3,64        |
| Votes nuls               | Votes nuls               | Votes nuls               | Votes nuls               | 95           | 1,30         | 125         | 1,66        |
| Total                    | Total                    | Total                    | Total                    | 7 281        | 100          | 7 509       | 100         |
| Abstention               | Abstention               | Abstention               | Abstention               | 17 653       | 70,80        | 17 438      | 69,90       |
| Inscrits / participation | Inscrits / participation | Inscrits / participation | Inscrits / participation | 24 934       | 29,20        | 24 947      | 30,10       |

### Canton de Langeais
| Candidats                | Candidats                | Partis                   | Nuance                   | Premier tour | Premier tour | Second tour | Second tour |
| Candidats                | Candidats                | Partis                   | Nuance                   | Voix         | %            | Voix        | %           |
| ------------------------ | ------------------------ | ------------------------ | ------------------------ | ------------ | ------------ | ----------- | ----------- |
|                          | Jean-Marie Carles        | DVG                      | DVG                      | 2 652        | 34,52        | 4 199       | 56,59       |
|                          | Martine Chaigneau        | DVG                      | DVG                      | 2 652        | 34,52        | 4 199       | 56,59       |
|                          | Christine Hascoët        | DVD                      | DVD                      | 1 949        | 25,37        | 3 221       | 43,41       |
|                          | Benjamin Philippon       | DVD                      | DVD                      | 1 949        | 25,37        | 3 221       | 43,41       |
|                          | Louis Ducamp             | RN                       | RN                       | 1 710        | 22,26        |             |             |
|                          | Ambre Louisin            | RN                       | RN                       | 1 710        | 22,26        |             |             |
|                          | Céline Grassi            | ÉCO                      | ECO                      | 888          | 11,56        |             |             |
|                          | Pierre-François Pradier  | ÉCO                      | ECO                      | 888          | 11,56        |             |             |
|                          | Françoise Roux           | PCF                      | UG                       | 484          | 6,30         |             |             |
|                          | Kenny Talma              | LFI                      | UG                       | 484          | 6,30         |             |             |
|                          |                          |                          |                          |              |              |             |             |
| Suffrages exprimés       | Suffrages exprimés       | Suffrages exprimés       | Suffrages exprimés       | 7 683        | 96,16        | 7 420       | 91,98       |
| Votes blancs             | Votes blancs             | Votes blancs             | Votes blancs             | 204          | 2,55         | 456         | 5,65        |
| Votes nuls               | Votes nuls               | Votes nuls               | Votes nuls               | 103          | 1,29         | 191         | 2,37        |
| Total                    | Total                    | Total                    | Total                    | 7 990        | 100          | 8 067       | 100         |
| Abstention               | Abstention               | Abstention               | Abstention               | 18 450       | 69,78        | 18 379      | 69,50       |
| Inscrits / participation | Inscrits / participation | Inscrits / participation | Inscrits / participation | 26 440       | 30,22        | 26 446      | 30,50       |

### Canton de Loches
| Candidats                | Candidats                | Partis                   | Nuance                   | Premier tour | Premier tour | Second tour | Second tour |
| Candidats                | Candidats                | Partis                   | Nuance                   | Voix         | %            | Voix        | %           |
| ------------------------ | ------------------------ | ------------------------ | ------------------------ | ------------ | ------------ | ----------- | ----------- |
|                          | Henri Alfandari          | DVD                      | LR                       | 3 484        | 65,08        | 3 658       | 66,58       |
|                          | Valérie Gervès           | LR                       | LR                       | 3 484        | 65,08        | 3 658       | 66,58       |
|                          | Fernando Gaete           | DVG                      | DVG                      | 1 721        | 32,15        | 1 836       | 33,42       |
|                          | Annie Oblin              | DVG                      | DVG                      | 1 721        | 32,15        | 1 836       | 33,42       |
|                          | Odette Haulbert          | RN                       | RN                       | 148          | 2,76         |             |             |
|                          | René Sautereau           | RN                       | RN                       | 148          | 2,76         |             |             |
|                          |                          |                          |                          |              |              |             |             |
| Suffrages exprimés       | Suffrages exprimés       | Suffrages exprimés       | Suffrages exprimés       | 5 353        | 92,48        | 5 494       | 92,49       |
| Votes blancs             | Votes blancs             | Votes blancs             | Votes blancs             | 298          | 5,15         | 299         | 5,03        |
| Votes nuls               | Votes nuls               | Votes nuls               | Votes nuls               | 137          | 2,37         | 147         | 2,47        |
| Total                    | Total                    | Total                    | Total                    | 5 788        | 100          | 5 940       | 100         |
| Abstention               | Abstention               | Abstention               | Abstention               | 13 469       | 69,94        | 13 319      | 69,16       |
| Inscrits / participation | Inscrits / participation | Inscrits / participation | Inscrits / participation | 19 257       | 30,06        | 19 259      | 30,84       |

### Canton de Montlouis-sur-Loire
| Candidats                | Candidats                | Partis                   | Nuance                   | Premier tour | Premier tour | Second tour | Second tour |
| Candidats                | Candidats                | Partis                   | Nuance                   | Voix         | %            | Voix        | %           |
| ------------------------ | ------------------------ | ------------------------ | ------------------------ | ------------ | ------------ | ----------- | ----------- |
|                          | Agnès Monmarché-Voisine  | PS                       | SOC                      | 3 215        | 44,25        | 4 625       | 63,57       |
|                          | Laurent Thieux           | PS                       | SOC                      | 3 215        | 44,25        | 4 625       | 63,57       |
|                          | Marie-Martine Champigny  | DVD                      | UCD                      | 2 233        | 30,73        | 2 651       | 36,43       |
|                          | Jean-Bernard Leloup      | DVD                      | UCD                      | 2 233        | 30,73        | 2 651       | 36,43       |
|                          | Anaïs Bédet              | ÉCO                      | ECO                      | 1 357        | 18,68        |             |             |
|                          | Jean-Claude Bragoulet    | ÉCO                      | ECO                      | 1 357        | 18,68        |             |             |
|                          | Jean-Marc Charlet        | RN                       | RN                       | 461          | 6,34         |             |             |
|                          | Odette Penard            | RN                       | RN                       | 461          | 6,34         |             |             |
|                          |                          |                          |                          |              |              |             |             |
| Suffrages exprimés       | Suffrages exprimés       | Suffrages exprimés       | Suffrages exprimés       | 7 266        | 94,55        | 7 276       | 93,76       |
| Votes blancs             | Votes blancs             | Votes blancs             | Votes blancs             | 274          | 3,57         | 319         | 4,11        |
| Votes nuls               | Votes nuls               | Votes nuls               | Votes nuls               | 145          | 1,89         | 165         | 2,13        |
| Total                    | Total                    | Total                    | Total                    | 7 685        | 100          | 7 760       | 100         |
| Abstention               | Abstention               | Abstention               | Abstention               | 17 547       | 69,54        | 17 477      | 69,25       |
| Inscrits / participation | Inscrits / participation | Inscrits / participation | Inscrits / participation | 25 232       | 30,46        | 25 237      | 30,75       |

### Canton de Monts
| Candidats                | Candidats                | Partis                   | Nuance                   | Premier tour | Premier tour | Second tour | Second tour |
| Candidats                | Candidats                | Partis                   | Nuance                   | Voix         | %            | Voix        | %           |
| ------------------------ | ------------------------ | ------------------------ | ------------------------ | ------------ | ------------ | ----------- | ----------- |
|                          | Sylvie Giner             | LR                       | UCD                      | 3 891        | 52,84        | 4 930       | 65,35       |
|                          | Patrick Michaud          | UDI                      | UCD                      | 3 891        | 52,84        | 4 930       | 65,35       |
|                          | Frédéric Grillet         | DVG                      | UGE                      | 2 216        | 30,09        | 2 614       | 34,65       |
|                          | Flore Massicard          | EELV                     | UGE                      | 2 216        | 30,09        | 2 614       | 34,65       |
|                          | Christophe Guestault     | RN                       | RN                       | 1 257        | 17,07        |             |             |
|                          | Dominique Vignon         | DVD                      | RN                       | 1 257        | 17,07        |             |             |
|                          |                          |                          |                          |              |              |             |             |
| Suffrages exprimés       | Suffrages exprimés       | Suffrages exprimés       | Suffrages exprimés       | 7 364        | 96,15        | 7 544       | 94,41       |
| Votes blancs             | Votes blancs             | Votes blancs             | Votes blancs             | 202          | 2,64         | 306         | 3,83        |
| Votes nuls               | Votes nuls               | Votes nuls               | Votes nuls               | 93           | 1,21         | 141         | 1,76        |
| Total                    | Total                    | Total                    | Total                    | 7 659        | 100          | 7 991       | 100         |
| Abstention               | Abstention               | Abstention               | Abstention               | 20 825       | 73,11        | 20 496      | 71,95       |
| Inscrits / participation | Inscrits / participation | Inscrits / participation | Inscrits / participation | 28 484       | 26,89        | 28 487      | 28,05       |

### Canton de Saint-Cyr-sur-Loire
| Candidats                | Candidats                | Partis                   | Nuance                   | Premier tour | Premier tour | Second tour | Second tour |
| Candidats                | Candidats                | Partis                   | Nuance                   | Voix         | %            | Voix        | %           |
| ------------------------ | ------------------------ | ------------------------ | ------------------------ | ------------ | ------------ | ----------- | ----------- |
|                          | Cédric De Oliveira       | LR                       | DVD                      | 6 090        | 60,37        | 6 789       | 68,75       |
|                          | Valérie Jabot            | LR                       | DVD                      | 6 090        | 60,37        | 6 789       | 68,75       |
|                          | Brigitte Besquent        | DVG                      | UGE                      | 2 910        | 28,85        | 3 086       | 31,25       |
|                          | François Vollet          | DVG                      | UGE                      | 2 910        | 28,85        | 3 086       | 31,25       |
|                          | Lucie Le Nouaille        | RN                       | RN                       | 1 087        | 10,78        |             |             |
|                          | Thierry Lheritier        | RN                       | RN                       | 1 087        | 10,78        |             |             |
|                          |                          |                          |                          |              |              |             |             |
| Suffrages exprimés       | Suffrages exprimés       | Suffrages exprimés       | Suffrages exprimés       | 10 088       | 97,36        | 9 875       | 95,93       |
| Votes blancs             | Votes blancs             | Votes blancs             | Votes blancs             | 187          | 1,80         | 275         | 2,67        |
| Votes nuls               | Votes nuls               | Votes nuls               | Votes nuls               | 87           | 0,84         | 144         | 1,40        |
| Total                    | Total                    | Total                    | Total                    | 10 361       | 100          | 10 294      | 100         |
| Abstention               | Abstention               | Abstention               | Abstention               | 18 638       | 64,27        | 18 712      | 64,51       |
| Inscrits / participation | Inscrits / participation | Inscrits / participation | Inscrits / participation | 28 999       | 35,73        | 29 006      | 35,49       |

### Canton de Sainte-Maure-de-Touraine
| Candidats                | Candidats                | Partis                   | Nuance                   | Premier tour | Premier tour | Second tour | Second tour |
| Candidats                | Candidats                | Partis                   | Nuance                   | Voix         | %            | Voix        | %           |
| ------------------------ | ------------------------ | ------------------------ | ------------------------ | ------------ | ------------ | ----------- | ----------- |
|                          | Nadège Arnault           | DVD                      | LR                       | 4 950        | 73,52        | 5 212       | 75,50       |
|                          | Etienne Martegoutte      | LR                       | LR                       | 4 950        | 73,52        | 5 212       | 75,50       |
|                          | Sophie Hervé             | DVG                      | UGE                      | 1 605        | 23,84        | 1 691       | 24,50       |
|                          | Stéphane Sourdais        | GE                       | UGE                      | 1 605        | 23,84        | 1 691       | 24,50       |
|                          | Danièle Atzenhoffer      | RN                       | RN                       | 178          | 2,64         |             |             |
|                          | Joseph Lozano            | RN                       | RN                       | 178          | 2,64         |             |             |
|                          |                          |                          |                          |              |              |             |             |
| Suffrages exprimés       | Suffrages exprimés       | Suffrages exprimés       | Suffrages exprimés       | 6 733        | 93,02        | 6 903       | 94,15       |
| Votes blancs             | Votes blancs             | Votes blancs             | Votes blancs             | 321          | 4,43         | 272         | 3,71        |
| Votes nuls               | Votes nuls               | Votes nuls               | Votes nuls               | 184          | 2,54         | 157         | 2,14        |
| Total                    | Total                    | Total                    | Total                    | 7 238        | 100          | 7 332       | 100         |
| Abstention               | Abstention               | Abstention               | Abstention               | 13 573       | 65,22        | 13 482      | 64,77       |
| Inscrits / participation | Inscrits / participation | Inscrits / participation | Inscrits / participation | 20 811       | 34,78        | 20 813      | 35,23       |

### Canton de Saint-Pierre-des-Corps
| Candidats                | Candidats                | Partis                   | Nuance                   | Premier tour | Premier tour | Second tour | Second tour |
| Candidats                | Candidats                | Partis                   | Nuance                   | Voix         | %            | Voix        | %           |
| ------------------------ | ------------------------ | ------------------------ | ------------------------ | ------------ | ------------ | ----------- | ----------- |
|                          | Eloïse Drapeau           | LR                       | UCD                      | 3 181        | 51,03        | 3 795       | 56,82       |
|                          | Jean-Gérard Paumier      | LR                       | UCD                      | 3 181        | 51,03        | 3 795       | 56,82       |
|                          | Hicham Khabbich          | DVG                      | UG                       | 2 394        | 38,41        | 2 884       | 43,18       |
|                          | Élisabeth Maugars        | PCF                      | UG                       | 2 394        | 38,41        | 2 884       | 43,18       |
|                          | Anne Didier              | DVD                      | RN                       | 375          | 6,02         |             |             |
|                          | Jean Joubert             | RN                       | RN                       | 375          | 6,02         |             |             |
|                          | Claire Delore            | POID                     | EXG                      | 283          | 4,54         |             |             |
|                          | Patrick Etesse           | POID                     | EXG                      | 283          | 4,54         |             |             |
|                          |                          |                          |                          |              |              |             |             |
| Suffrages exprimés       | Suffrages exprimés       | Suffrages exprimés       | Suffrages exprimés       | 6 233        | 95,63        | 6 679       | 95,66       |
| Votes blancs             | Votes blancs             | Votes blancs             | Votes blancs             | 174          | 2,67         | 201         | 2,88        |
| Votes nuls               | Votes nuls               | Votes nuls               | Votes nuls               | 111          | 1,70         | 102         | 1,46        |
| Total                    | Total                    | Total                    | Total                    | 6 518        | 100          | 6 982       | 100         |
| Abstention               | Abstention               | Abstention               | Abstention               | 16 073       | 71,15        | 15 610      | 69,10       |
| Inscrits / participation | Inscrits / participation | Inscrits / participation | Inscrits / participation | 22 591       | 29,85        | 22 592      | 30,90       |

### Canton de Tours-1
| Candidats                | Candidats                | Partis                   | Nuance                   | Premier tour | Premier tour | Second tour | Second tour |
| Candidats                | Candidats                | Partis                   | Nuance                   | Voix         | %            | Voix        | %           |
| ------------------------ | ------------------------ | ------------------------ | ------------------------ | ------------ | ------------ | ----------- | ----------- |
|                          | Tatiana Cordier-Royer    | DVG                      | UG                       | 1 808        | 26,05        | 3 259       | 48,82       |
|                          | Bertrand Renaud          | LFI                      | UG                       | 1 808        | 26,05        | 3 259       | 48,82       |
|                          | Cécile Chevillard        | LR                       | LR                       | 1 461        | 21,05        | 3 416       | 51,18       |
|                          | Brice Droineau           | LR                       | LR                       | 1 461        | 21,05        | 3 416       | 51,18       |
|                          | Marcel Buttier           | RN                       | RN                       | 1 147        | 16,52        |             |             |
|                          | Claudine Schiller        | RN                       | RN                       | 1 147        | 16,52        |             |             |
|                          | Jean-Pierre Bodier       | LREM                     | REM                      | 1 046        | 15,07        |             |             |
|                          | Athina Mimche            | LREM                     | REM                      | 1 046        | 15,07        |             |             |
|                          | Francis Leveque          | DVG                      | UGE                      | 803          | 11,57        |             |             |
|                          | Alice Simpere            | DVG                      | UGE                      | 803          | 11,57        |             |             |
|                          | Xavier Dateu,            | UDI                      | UCD                      | 469          | 6,76         |             |             |
|                          | Cherifa Zazoua-Khames    | DVD                      | UCD                      | 469          | 6,76         |             |             |
|                          | Jean-Marc Constancias    | POID                     | EXG                      | 207          | 2,98         |             |             |
|                          | Catherine Geraudie       | POID                     | EXG                      | 207          | 2,98         |             |             |
|                          |                          |                          |                          |              |              |             |             |
| Suffrages exprimés       | Suffrages exprimés       | Suffrages exprimés       | Suffrages exprimés       | 6 941        | 96,27        | 6 675       | 93,11       |
| Votes blancs             | Votes blancs             | Votes blancs             | Votes blancs             | 134          | 1,86         | 290         | 4,05        |
| Votes nuls               | Votes nuls               | Votes nuls               | Votes nuls               | 135          | 1,87         | 204         | 2,85        |
| Total                    | Total                    | Total                    | Total                    | 7 210        | 100          | 7 169       | 100         |
| Abstention               | Abstention               | Abstention               | Abstention               | 17 728       | 71,09        | 17 781      | 71,27       |
| Inscrits / participation | Inscrits / participation | Inscrits / participation | Inscrits / participation | 24 938       | 28,91        | 24 950      | 28,73       |

### Canton de Tours-2
| Candidats                | Candidats                | Partis                   | Nuance                   | Premier tour | Premier tour | Second tour | Second tour |
| Candidats                | Candidats                | Partis                   | Nuance                   | Voix         | %            | Voix        | %           |
| ------------------------ | ------------------------ | ------------------------ | ------------------------ | ------------ | ------------ | ----------- | ----------- |
|                          | François Lafourcade      | EÉLV                     | ECO                      | 1 838        | 31,38        | 3 251       | 58,69       |
|                          | Ursula Vogt              | GÉ                       | ECO                      | 1 838        | 31,38        | 3 251       | 58,69       |
|                          | Chloé Bouley             | DVD                      | UCD                      | 1 402        | 23,94        | 2 288       | 41,31       |
|                          | Julien Héreau            | DVD                      | UCD                      | 1 402        | 23,94        | 2 288       | 41,31       |
|                          | Florence Zulian          | PS                       | UGE                      | 1 135        | 19,38        |             |             |
|                          | Dominique Lemoine        | DVG                      | UGE                      | 1 135        | 19,38        |             |             |
|                          | Claudia Rondel           | RN                       | RN                       | 815          | 13,91        |             |             |
|                          | Jean-Guy Protin          | RN                       | RN                       | 815          | 13,91        |             |             |
|                          | Claude Bourdin           | LFI                      | DVG                      | 667          | 11,39        |             |             |
|                          | Joe Faurie               | LFI                      | DVG                      | 667          | 11,39        |             |             |
|                          |                          |                          |                          |              |              |             |             |
| Suffrages exprimés       | Suffrages exprimés       | Suffrages exprimés       | Suffrages exprimés       | 5 857        | 96,49        | 5 539       | 93,56       |
| Votes blancs             | Votes blancs             | Votes blancs             | Votes blancs             | 103          | 1,70         | 240         | 4,05        |
| Votes nuls               | Votes nuls               | Votes nuls               | Votes nuls               | 110          | 1,81         | 141         | 2,38        |
| Total                    | Total                    | Total                    | Total                    | 6 070        | 100          | 5 920       | 100         |
| Abstention               | Abstention               | Abstention               | Abstention               | 13 535       | 69,04        | 13 693      | 69,82       |
| Inscrits / participation | Inscrits / participation | Inscrits / participation | Inscrits / participation | 19 605       | 30,96        | 19 613      | 30,18       |

### Canton de Tours-3
| Candidats                | Candidats                | Partis                   | Nuance                   | Premier tour | Premier tour | Second tour | Second tour |
| Candidats                | Candidats                | Partis                   | Nuance                   | Voix         | %            | Voix        | %           |
| ------------------------ | ------------------------ | ------------------------ | ------------------------ | ------------ | ------------ | ----------- | ----------- |
|                          | Mélanie Bresson          | DVG                      | DVG                      | 2 272        | 43,80        | 2 446       | 45,98       |
|                          | Iman Manzari             | DVG                      | DVG                      | 2 272        | 43,80        | 2 446       | 45,98       |
|                          | Barbara Darnet-Malaquin  | LR                       | UD                       | 2 119        | 40,85        | 2 874       | 54,02       |
|                          | Olivier Lebreton         | LR                       | UD                       | 2 119        | 40,85        | 2 874       | 54,02       |
|                          | Marie Nallet             | RN                       | RN                       | 796          | 15,35        |             |             |
|                          | Hugo Noyau-Paquignon     | RN                       | RN                       | 796          | 15,35        |             |             |
|                          |                          |                          |                          |              |              |             |             |
| Suffrages exprimés       | Suffrages exprimés       | Suffrages exprimés       | Suffrages exprimés       | 5 187        | 95,90        | 5 320       | 94,80       |
| Votes blancs             | Votes blancs             | Votes blancs             | Votes blancs             | 103          | 1,90         | 155         | 2,76        |
| Votes nuls               | Votes nuls               | Votes nuls               | Votes nuls               | 119          | 2,20         | 137         | 2,44        |
| Total                    | Total                    | Total                    | Total                    | 5 409        | 100          | 5 612       | 100         |
| Abstention               | Abstention               | Abstention               | Abstention               | 12 696       | 70,12        | 12 500      | 69,02       |
| Inscrits / participation | Inscrits / participation | Inscrits / participation | Inscrits / participation | 18 105       | 29,88        | 18 112      | 30,98       |

### Canton de Tours-4
| Candidats                | Candidats                | Partis                   | Nuance                   | Premier tour | Premier tour | Second tour | Second tour |
| Candidats                | Candidats                | Partis                   | Nuance                   | Voix         | %            | Voix        | %           |
| ------------------------ | ------------------------ | ------------------------ | ------------------------ | ------------ | ------------ | ----------- | ----------- |
|                          | Franck Gagnaire          | PS                       | UGE                      | 1 717        | 34,77        | 2 533       | 56,58       |
|                          | Sabrina Hamadi           | EÉLV                     | UGE                      | 1 717        | 34,77        | 2 533       | 56,58       |
|                          | Loïc Guilpain            | LREM                     | REM                      | 976          | 19,77        | 1 944       | 43,42       |
|                          | Céline Oudry             | LREM                     | REM                      | 976          | 19,77        | 1 944       | 43,42       |
|                          | Céline Ballesteros       | LR                       | UCD                      | 861          | 17,44        |             |             |
|                          | Thomas Gelfi             | UDI                      | UCD                      | 861          | 17,44        |             |             |
|                          | François Ducamp          | RN                       | RN                       | 620          | 12,56        |             |             |
|                          | Jeannine Varron          | RN                       | RN                       | 620          | 12,56        |             |             |
|                          | Isabelle Boutault        | LFI                      | DVG                      | 530          | 10,73        |             |             |
|                          | David Singer             | LFI                      | DVG                      | 530          | 10,73        |             |             |
|                          | Laurence Aubin           | DVD                      | DVD                      | 234          | 4,74         |             |             |
|                          | Bruno De Jorna           | VIA                      | DVD                      | 234          | 4,74         |             |             |
|                          |                          |                          |                          |              |              |             |             |
| Suffrages exprimés       | Suffrages exprimés       | Suffrages exprimés       | Suffrages exprimés       | 4 938        | 96,56        | 4 477       | 88,58       |
| Votes blancs             | Votes blancs             | Votes blancs             | Votes blancs             | 78           | 1,53         | 356         | 7,04        |
| Votes nuls               | Votes nuls               | Votes nuls               | Votes nuls               | 98           | 1,92         | 221         | 4,37        |
| Total                    | Total                    | Total                    | Total                    | 5 114        | 100          | 5 054       | 100         |
| Abstention               | Abstention               | Abstention               | Abstention               | 12 068       | 70,24        | 12 136      | 70,60       |
| Inscrits / participation | Inscrits / participation | Inscrits / participation | Inscrits / participation | 17 182       | 29,76        | 17 190      | 29,40       |

### Canton de Vouvray
| Candidats                | Candidats                | Partis                   | Nuance                   | Premier tour | Premier tour | Second tour | Second tour |
| Candidats                | Candidats                | Partis                   | Nuance                   | Voix         | %            | Voix        | %           |
| ------------------------ | ------------------------ | ------------------------ | ------------------------ | ------------ | ------------ | ----------- | ----------- |
|                          | Pascale Devallée         | LR                       | UD                       | 3 068        | 44,88        | 4 043       | 60,07       |
|                          | Bruno Fenet              | LR                       | UD                       | 3 068        | 44,88        | 4 043       | 60,07       |
|                          | Fabien Coste             | DVG                      | UG                       | 2 452        | 35,87        | 2 687       | 39,93       |
|                          | Marie Serpereau          | DVG                      | UG                       | 2 452        | 35,87        | 2 687       | 39,93       |
|                          | Biliana Cauvin           | RN                       | RN                       | 1 316        | 19,25        |             |             |
|                          | Daniel Reboulet          | RN                       | RN                       | 1 316        | 19,25        |             |             |
|                          |                          |                          |                          |              |              |             |             |
| Suffrages exprimés       | Suffrages exprimés       | Suffrages exprimés       | Suffrages exprimés       | 6 836        | 95,97        | 6 730       | 94,42       |
| Votes blancs             | Votes blancs             | Votes blancs             | Votes blancs             | 189          | 2,65         | 277         | 3,89        |
| Votes nuls               | Votes nuls               | Votes nuls               | Votes nuls               | 98           | 1,38         | 121         | 1,70        |
| Total                    | Total                    | Total                    | Total                    | 7 123        | 100          | 7 128       | 100         |
| Abstention               | Abstention               | Abstention               | Abstention               | 15 313       | 68,25        | 15 313      | 68,24       |
| Inscrits / participation | Inscrits / participation | Inscrits / participation | Inscrits / participation | 22 326       | 31,75        | 22 441      | 31,76       |